# マッポス
『NOON TV マッポス』（ヌーンティーヴィー マッポス）は、2012年4月7日から2014年3月29日までテレビ宮崎（UMK）で毎週土曜 12:00 - 12:55に生放送されていた宮崎県のローカルワイド番組。全105回。

## 出演者
※オープニングの出演者紹介は名前の上にカタカナで読み仮名が振られていた。

### 司会者
- 児玉泰一郎
- 荒尾茉紀

### マッポスメンバー
- 南出雅之
- 岩下克樹（2013年4月6日～）
- 濱田詩朗
- 久保雪
- 柳田哲志

### お天気リポーター
- 木村友南

## 主なコーナー
おじゃマッポス
マッポスメンバーが県内各地に生放送で突撃取材する。
サタメシ
県内のおいしい料理店を紹介する。
あん頃探偵団
宮崎県でかつて一世を風靡した人・モノ・出来事を調査する。
黒潮ファイトクラブ
児玉泰一郎が宮崎県の様々な伝統芸能に挑戦する。
奇天烈珍道中
濱田詩朗と番組ディレクターが県内各地をアポなしで取材する。
荒王伝説
わらしべ長者への道

## オープニング
4つの○が集まって的を形成し、その中央に赤文字で「NOON TV」と表示され、それが画面左上に寄ると、縦書きで書かれた「マッポス」の墨文字が画面中央に押し出し、その右下に的を撃つ剣士が寄ってくるアニメーションが流れタイトルロゴを形成する。